# Järvträsket (Burträsks socken, Västerbotten, 717918-168192)
För andra betydelser, se Järvträsk (olika betydelser).
Järvträsket är en sjö i Skellefteå kommun i Västerbotten och ingår i Rickleåns huvudavrinningsområde. Sjön har en area på 1,37 kvadratkilometer och ligger 276,1 meter över havet. Sjön avvattnas av vattendraget Järvbäcken.

## Delavrinningsområde
Järvträsket ingår i det delavrinningsområde (718010-167991) som SMHI kallar för Utloppet av Järvträsket. Medelhöjden är 319 meter över havet och ytan är 11,29 kvadratkilometer. Det finns inga avrinningsområden uppströms utan avrinningsområdet är högsta punkten. Järvbäcken som avvattnar avrinningsområdet har biflödesordning 4, vilket innebär att vattnet flödar genom totalt 4 vattendrag innan det når havet efter 118 kilometer. Avrinningsområdet består mestadels av skog (82 procent). Avrinningsområdet har 1,44 kvadratkilometer vattenytor vilket ger det en sjöprocent på 12,7 procent.